# Neodon shergylaensis
Neodon shergylaensis — вид гризунів родини Cricetidae. Зустрічається тільки в Китаї.